# Неопіфагореїзм
Неопіфагореїзм ( новопіфагореїзм ) — еклектичний філософський напрямок у грецькій філософії, що поєднав елементи піфагореїзму з філософією Платона, Аристотеля та стоїків . До давньопіфагорійського вчення неопіфагореїзм близький любов'ю до містики чисел та загальним релігійно-моральним характером.
Неопіфагореїзм виник у I столітті до н. е. і фактично вичерпав себе до ІІІ століття н. е. Теодор Момзен повідомляє про поширення неопіфагореїзму в Римі наприкінці республіканського періоду  .

## Основні представники неопіфагореїзму
До основних представників неопіфагорійської школи відносяться:
- Аполлоній Тіанський
- Євдор Олександрійський
- Трасілл
- Плутарх Херонейський
- Модерат із Кадісу
- Нікомах із Гераси
- Теон із Смирни
- Нуменій

## Філософія неопіфагореїзму
Неопіфагореїзм знову надав значення методам математичного символізму. Тісно переплітаючись із середнім платонізмом, неопіфагореїзм спирався на такі класичні платонівські та піфагорійські категорії, як "єдине - багато", " монада - діада ", " тотожність - відмінність", " парне - непарне ", " точка - лінія - площина - тіло ". .
У сфері етики неопіфагорійці розвивали ідеали аскетизму і катартики . Проте, на відміну середнього платонізму неопіфагореїзм вважав першоосновою не Розум ( дав.-гр. Νοῦς  ), а монаду - діаду . Викладаючи основи піфагореїзму, Секст Емпірик та Олександр Полігістор вказували саме на « монаду - діаду » як на основну категорію всієї піфагорійської метафізики .
Тим не менш, Євдор і Модерат поміщали " єдине " вище " монади - діади ". Модерат розглядав « єдине » трояко: 1) як надбутійний початок; 2) як область ідей - парадигм ; 3) як душу ( дав.-гр. ψυχή  ), яка причетна першим двом. На думку деяких дослідників, ця концепція виникла у Модерата в результаті поєднання ідей платонівських діалогів « Парменід » та « Тімей ». У Нікомаха перший бог ( монада ) є деміургом . Деміург народжує діаду . Розум ( дав.-гр. Νοῦς ) ж постає як принцип буття та пізнання всіх речей. Нуменій з Апамії проводив різницю між першим богом (Бог-Батько або Розум) і другим богом (Творець).Відомо, що ці два епітети єдиного деміурга Нуменій з Апамії запозичив із платонівського « Тімею ».
Після ІІІ століття н. е. неопіфагорійство втрачає самостійність філософської школи, а весь комплекс піфагорійських ідей, а також піфагорійська математика, аскетика, катартика, божественний статус вчителя, священні тексти — все це засвоюється неоплатонізмом завдяки неопіфагорійській школі.